# Berzelia albiflora
Berzelia albiflora är en tvåhjärtbladig växtart som först beskrevs av Edwin Percy Phillips, och fick sitt nu gällande namn av Class.-bockh. och E.G.H.Oliv. Berzelia albiflora ingår i släktet Berzelia och familjen Bruniaceae. Inga underarter finns listade.